# IPod Touch

iPod Touch negru din a cincea generație

iPod Touch este un media player portabil, asistent personal digital, o consolă de jocuri și dispozitiv Wi-Fi creat și vândut de către Apple. Este primul iPod cu acces wireless la iTunes Store și, de asemenea, cu acces la App Store, o platformă de distribuire de aplicații pe cale digitală întreținută de Apple, ce îi permite conținutului să fie cumpărat și descărcat direct pe dispozitiv. Până în martie 2011, Apple a vândut mai mult de 60 de milioane de iPod-uri Touch.

## Cerințe
- iTunes 10 sau mai nou
- Mac OS 10.5 sau mai nou
- Windows XP Home sau Professional cu Service Pack 3 sau mai nou

## iPod Touch 7
iPod Touch 7 este cea mai recentă generație de iPod Touch. A fost lansat pe 28 Mai 2019.